# Юго-Западный фронт (Великая Отечественная война)

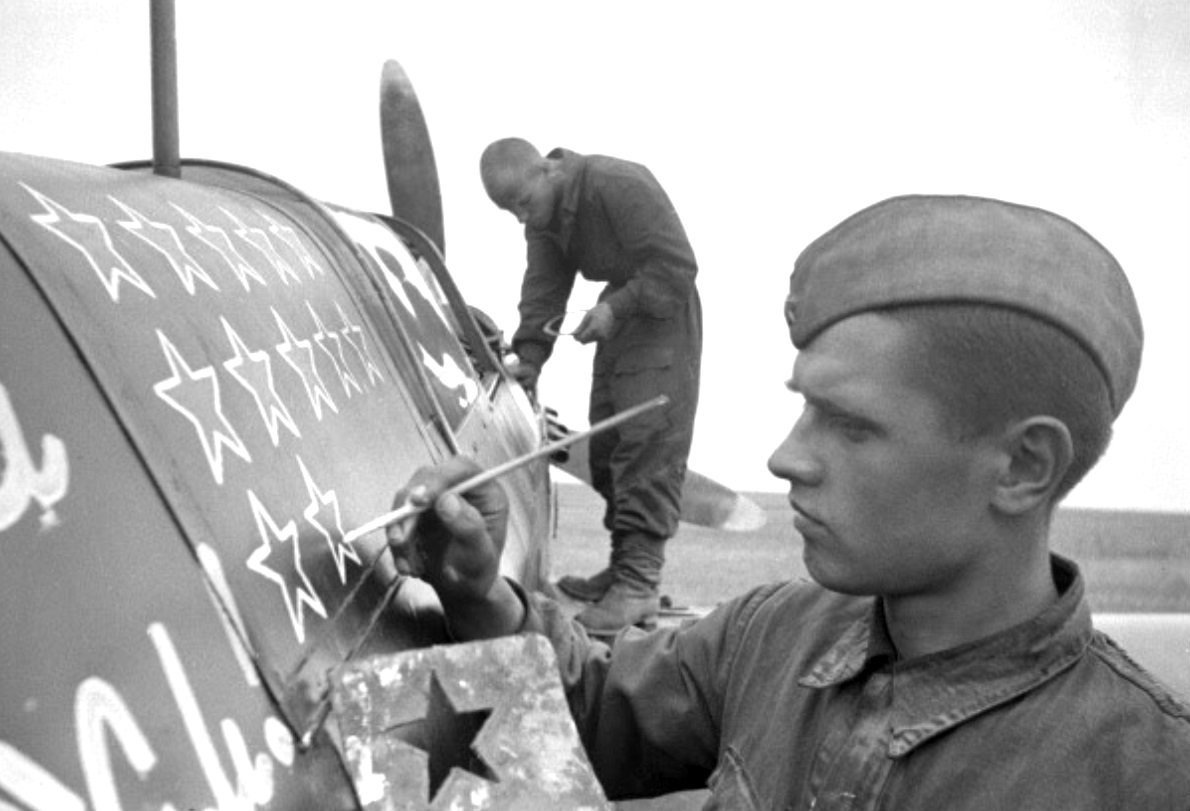
«Ещё один сбитый вражеский самолёт», Юго-Западный фронт, красноармеец рисует звёзды на борту самолёта, а механик его осматривает. СССР, фото Г. А. Зельмы.

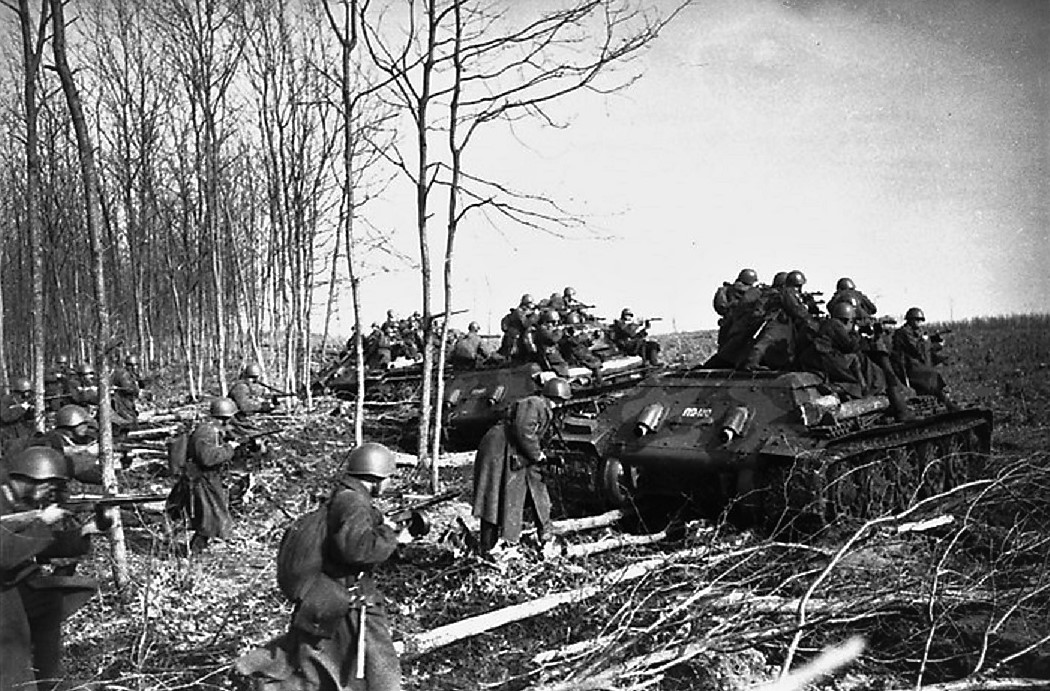
Юго-Западный фронт, танковый десант на исходной позиции, Михаил Самойлович Бернштейн, 1942 год.

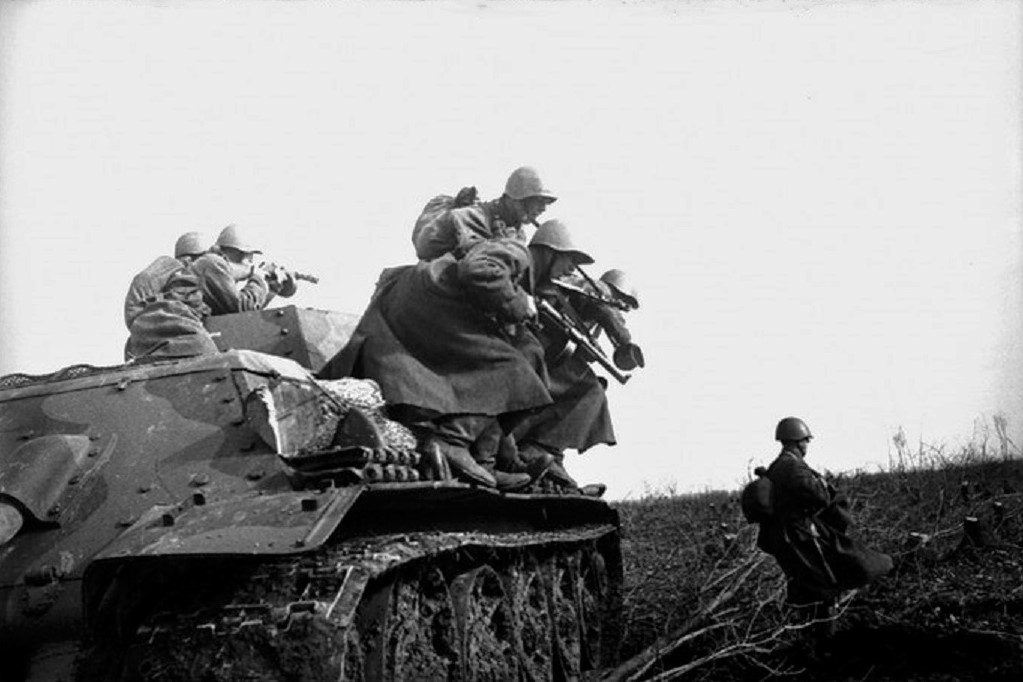
Юго-Западный фронт, высадка танкового десанта, Михаил Самойлович Бернштейн, 1942 год.

Ю́го-За́падный фро́нт (ЮЗФ) — оперативно-стратегическое формирование (фронт, объединение) Рабоче-крестьянской Красной армии (РККА) Вооружённых сил СССР, действовавшее во время Великой Отечественной войны (1941—1945) в периоды:
- 22.06.1941 — 12.07.1942 — первое формирование,
- 25.10.1942 — 20.10.1943 — второе формирование.

## Юго-Западный фронт первого формирования
Фронт был образован на юго-западном направлении 22 июня 1941 года на основании приказа НКО СССР от 22 июня 1941 года на базе Киевского Особого военного округа. В состав фронта на утро 22 июня 1941 года входили:
- 5-я армия,
- 6-я армия
- 12-я армия
- 26-я армия
- Соединения и части фронтового подчинения:
  - 31-й, 36-й, 49-й, 55-й стрелковые корпуса
- 19-й и 24-й механизированные корпуса
  - 1-й воздушно-десантный корпус
  - 1-й, 3-й, 5-й, 7-й, 13-й, 15-й 17-й укреплённый районы
  - 5-я артиллерийская бригада противотанковой обороны
  - 205-й, 207-й, 368-й, 437-й, 458-й, 507-й, 543-й и 646-й корпусные артиллерийские полки
  - 305-й и 555-й пушечные артиллерийские полки РГК
  - 331-й, 376-й,529-й, 538-й и 589-й гаубичные артиллерийские полки большой мощности РГК
  - 3-я и 4-я дивизии ПВО
  - 1-я отдельная бригада ПВО
  - 5 бригадных районов ПВО
  - отдельные инженерный полк и понтонно-мостовой полк
- ВВС Юго-Западного фронта
  - 44-я и 64-я истребительные авиационные дивизии
  - 19-я и 62-я бомбардировочные авиационные дивизии
  - 14-я, 15-я, 16-я, 17-я, 63-я смешанные авиационные дивизии
  - 36-я истребительная авиационная дивизия ПВО
  - 315-й и 316-й отдельные разведывательные авиационные полки

В последующем в Юго-Западный фронт входили 3, 9, 13, 21, 28, 37, 38, 40, 57, 61, 8-я воздушная армии.
По рассекреченным в начале XXI века данным отчетных документов войск, на утро 22.06.1941 части Юго-Западного фронта имели в своём составе:
- личного состава по списку — 764 941 человек, ещё 142 105 человек находились в частях на больших учебных сборах;
- 7 784 полевых орудий, 6 972 миномёта и 2 221 зенитное орудие;
- 5 465 танков и самоходных установок (из них 4 788 исправных);
- 2 059 боевой самолёт (из них 1 759 исправных), включая  466 бомбардировщиков, 1 341 истребитель, 5 штурмовиков, 247 разведчиков;
- 49 030 автомашин;
- 8 144 трактора и тягача;
- 74 917 лошадей.

### Боевые действия
План «Барбаросса»
В ходе приграничных сражений 1941 года войска фронта отражали удары немецкой группы армий «Юг» на юго-западных границах страны. Механизированные корпуса фронта задержали продвижение противника в танковом сражении под Дубно — Луцком — Бродами (потеряв в 10 раз больше танков), чем позволили основным силам фронта выйти из Львовского выступа и избежать окружения. Во второй половине июля — начале августа вместе с частями Южного фронта, части фронта попали в окружение под Уманью и Киевом. Войска фронта понесли тяжёлые потери. Только в плен попало более 500 тысяч бойцов и командиров. Командующий фронтом генерал-полковник Кирпонос, начальник штаба фронта генерал-майор Тупиков и член Военного совета фронта Бурмистенко при попытке выйти из окружения погибли.
В сентябре-ноябре 1941 года остатки сил Юго-Западного фронта отошли на рубеж восточнее Курска, Харькова, Изюма, где были пополнены новобранцами очередного года рождения. 7 ноября 1941 года войсками фронта был проведён парад войск в Воронеже, один из трёх проведённых в этот день в СССР.
Харьковская катастрофа
В декабре 1941 года фронт силами правого крыла провёл Елецкую операцию, в декабре 1941 — январе 1942 года силами правого крыла провёл Курско-Обоянскую операцию, а в январе 1942 года силами левого крыла совместно с войсками Южного фронта — Барвенково-Лозовскую операцию и, продвинувшись на 100 км, овладел крупным плацдармом на правом берегу Северского Донца. В развернувшемся в конце мая 1942 года сражении, известном как битва под Харьковом 1942 года, войска фронта попали в окружение и понесли тяжёлые потери.
Разгром под Воронежем
На начальном этапе немецкого наступления по плану «Блау» (28 июня) войска фронта понесли тяжелые потери и были дезорганизованы. 12 июля 1942 года фронт был расформирован. Действовавшие в его составе 9, 28, 29 и 57-я армии были переданы Южному фронту, а 21-я армия и 8-я воздушная армия — Сталинградскому фронту.

### Командный состав
Командующие
- 22.06.1941 — 20.09.1941 — генерал-полковник Кирпонос, Михаил Петрович (погиб)
- 30.09.1941 — 18.12.1941 — Маршал Советского Союза Тимошенко, Семён Константинович
- 18.12.1941 — 08.04.1942 — генерал-лейтенант Костенко, Фёдор Яковлевич
- 08.04.1942 — 12.07.1942 — Маршал Советского Союза Тимошенко, Семён Константинович

Члены Военного совета
- А. И. Кириченко
- корпусной комиссар Вашугин Н. Н. (22-28 июня 1941 г.)
- дивизионный комиссар Рыков Е. П. (22 июня — 19 сентября 1941 г.)
- секретарь ЦК КП(б) Украины Бурмистенко М. А. (6 августа — 20 сентября 1941 г.) — погиб
- секретарь ЦК КП(б) Украины Хрущёв Н. С. (30 сентября 1941 г. — 12 июля 1942 г.)
- дивизионный комиссар Гуров К. А. (12 января — 12 июля 1942 г.)

Начальники штаба
- генерал-лейтенант Пуркаев М. А. (22 июня — 28 июля 1941 г.)
- генерал-майор Тупиков В. И. (29 июля — 21 сентября 1941 г.) — погиб
- генерал-майор Покровский А. П. (30 сентября — 13 октября 1941 г.)
- генерал-майор, с 9 ноября 1941 г. генерал-лейтенант Бодин П. И. (14 октября 1941 г. — 31 марта 1942 г. и 27 июня — 12 июля 1942 г.)
- генерал-лейтенант Баграмян И. Х. (1 апреля — 27 июня 1942 г.)

Начальники артиллерии фронта
- генерал-лейтенант артиллерии Парсегов М. А. (22 июня — декабрь 1941 г.)
- генерал-майор артиллерии Гавриленко Н. В. (с декабря 1941 г.)

## Юго-Западный фронт второго формирования
Юго-Западный фронт второго формирования создан 25 октября 1942 года в составе 21-й, 63 (1-й гвардейской, затем — 3-й гвардейской), 5-й танковой и 17-й воздушной армий. В последующем в его состав входили 5-я ударная, 6-я, 12-я, 46-я, 57-я, 62-я (8-я гвардейская), 3-я танковая и 2-я воздушная армии.
Фронт участвовал в операциях: «Уран» (контрнаступление под Сталинградом), Среднедонской, Острогожско-Россошанской, Третья битва за Харьков, Изюм-Барвенковской наступательной операции, Донбасской стратегической операции, Запорожской.
20 октября 1943 года фронт переименован в 3-й Украинский фронт.

### Состав на 20 ноября 1942 года
| - 1-я гвардейская армия - 1-я стрелковая дивизия - 408-й стрелковый полк - 412-й стрелковый полк - 415-й стрелковый полк - 1026-й артиллерийский полк - 153-я стрелковая дивизия - 557-й стрелковый полк - 563-й стрелковый полк - 566-й стрелковый полк - 565-й артиллерийский полк - 197-я стрелковая дивизия - 828-й стрелковый полк - 862-й стрелковый полк - 889-й стрелковый полк - 361-й артиллерийский полк - 203-я стрелковая дивизия - 592-й стрелковый полк - 610-й стрелковый полк - 619-й стрелковый полк - 1037-й артиллерийский полк - 266-я стрелковая дивизия - 1000-й стрелковый полк - 1006-й стрелковый полк - 1008-й стрелковый полк - 832-й артиллерийский полк - 278-я стрелковая дивизия - 851-й стрелковый полк - 853-й стрелковый полк - 855-й стрелковый полк - 847-й артиллерийский полк - 1-й гвардейский механизированный корпус - 1-я гвардейская механизированная бригада - 18-й гвардейский танковый полк - 2-я гвардейская механизированная бригада - 19-й гвардейский танковый полк - 3-я гвардейская механизированная бригада - 20-й гвардейский танковый полк - 16-й гвардейский танковый полк - 17-й гвардейский танковый полк - Приданы: - 22-я мотострелковая бригада - 1110-й пушечный артиллерийский полк - 426-й истребительно-противотанковый артиллерийский полк - 870-й истребительно-противотанковый артиллерийский полк - 1249-й истребительно-противотанковый артиллерийский полк - 58-й гвардейский миномётный полк - 407-й отдельный гвардейский миномётный дивизион (из 1-го гв. мехк) - 1257-й зенитный артиллерийский полк - 350-й отдельный инженерный батальон - 28-й понтонный батальон - 37-й понтонный батальон - 5-я танковая армия - 14-я гвардейская стрелковая дивизия - 36-й гвардейский стрелковый полк - 38-й гвардейский стрелковый полк - 41-й гвардейский стрелковый полк - 33-й гвардейский артиллерийский полк - 47-я гвардейская стрелковая дивизия - 137-й гвардейский стрелковый полк - 140-й гвардейский стрелковый полк - 142-й гвардейский стрелковый полк - 99-й гвардейский артиллерийский полк - 50-я гвардейская стрелковая дивизия - 148-й гвардейский стрелковый полк - 150-й гвардейский стрелковый полк - 152-й гвардейский стрелковый полк - 119-й гвардейский артиллерийский полк - 119-я стрелковая дивизия - 365-й стрелковый полк - 421-й стрелковый полк - 634-й стрелковый полк - 349-й артиллерийский полк - 159-я стрелковая дивизия - 491-й стрелковый полк - 558-й стрелковый полк - 631-й стрелковый полк - 597-й артиллерийский полк - 346-я стрелковая дивизия - 1164-й стрелковый полк - 1166-й стрелковый полк - 1168-й стрелковый полк - 915-й артиллерийский полк - 8-й кавалерийский корпус - 21-я кавалерийская дивизия - 17-й кавалерийский полк - 67-й кавалерийский полк - 112-й кавалерийский полк - 55-я кавалерийская дивизия - 78-й кавалерийский полк - 84-й кавалерийский полк - 87-й кавалерийский полк - 112-я кавалерийская дивизия - 275-й кавалерийский полк - 294-й кавалерийский полк - 313-й кавалерийский полк - 1-й танковый корпус - 89-я танковая бригада - 202-й танковый батальон - 203-й танковый батальон - 117-я танковая бригада - 17-й танковый батальон - 325-й танковый батальон - 326-й танковый батальон - 159-я танковая бригада - 350-й танковый батальон - 351-й танковый батальон - 44-я мотострелковая бригада - 26-й танковый корпус - 19-я танковая бригада - 19-й танковый батальон - 237-й танковый батальон - 157-я танковая бригада - 346-й танковый батальон - 347-й танковый батальон - 216-я танковая бригада - 14-я мотострелковая бригада - Приданы: - 8-я гвардейская танковая бригада - 303-й танковый батальон - 304-й танковый батальон - 8-й мотоциклетный полк - 510-й отдельный танковый батальон - 511-й отдельный танковый батальон - 124-й гаубичный артиллерийский полк - 152-й гаубичный артиллерийский полк - 320-й гаубичный артиллерийский полк - 877-й гаубичный артиллерийский полк - 213-й пушечный артиллерийский полк - 312-й пушечный артиллерийский полк - 396-й пушечный артиллерийский полк - 518-й пушечный артиллерийский полк - 1096-й пушечный артиллерийский полк - 33-й истребительно-противотанковый артиллерийский полк - 150-й истребительно-противотанковый артиллерийский полк - 174-й истребительно-противотанковый артиллерийский полк - 179-й истребительно-противотанковый артиллерийский полк - 210-й истребительно-противотанковый артиллерийский полк - 481-й истребительно-противотанковый артиллерийский полк - 525-й истребительно-противотанковый артиллерийский полк - 532-й истребительно-противотанковый артиллерийский полк - 534-й истребительно-противотанковый артиллерийский полк - 1241-й истребительно-противотанковый артиллерийский полк - 1243-й истребительно-противотанковый артиллерийский полк - 101-й миномётный полк - 103-й миномётный полк - 107-й миномётный полк - 148-й миномётный полк 8-го кавалерийского корпуса - 35-й гвардейский миномётный полк - 75-й гвардейский миномётный полк - 85-й гвардейский миномётный полк - 51-й отдельный гвардейский тяжёлый миномётный дивизион - 76-й отдельный гвардейский тяжёлый миномётный дивизион - 77-й отдельный гвардейский тяжёлый миномётный дивизион - 507-й отдельный гвардейский тяжёлый миномётный дивизион - 508-й отдельный гвардейский тяжёлый миномётный дивизион - 518-й отдельный гвардейский тяжёлый миномётный дивизион - 519-й отдельный гвардейский тяжёлый миномётный дивизион - 520-й отдельный гвардейский тяжёлый миномётный дивизион - 521-й отдельный гвардейский тяжёлый миномётный дивизион - 522-й отдельный гвардейский тяжёлый миномётный дивизион - 307-й отдельный гвардейский миномётный дивизион 1-го танкового корпуса - 3-я зенитная артиллерийская дивизия - 1084-й зенитный артиллерийский полк - 1089-й зенитный артиллерийский полк - 1114-й зенитный артиллерийский полк - 1118-й зенитный артиллерийский полк - Остальные зенитные части: - 226-й зенитный артиллерийский полк - 247-й зенитный артиллерийский полк - 579-й зенитный артиллерийский полк - 586-й зенитный артиллерийский полк - 626-й зенитный артиллерийский полк - 27-й отдельный зенитный артиллерийский дивизион - 60-й отдельный зенитный артиллерийский дивизион - 227-й отдельный зенитный артиллерийский дивизион - 44-я инженерная бригада специального назначения - 181-й отдельный инженерный батальон - 269-й отдельный инженерный батальон - 26-й понтонный батальон - 100-й понтонный батальон - 101-й понтонный батальон - 102-й понтонный батальон - 130-й понтонный батальон | - 21-я армия - 63-я стрелковая дивизия - 226-й стрелковый полк - 291-й стрелковый полк - 346-й стрелковый полк - 26-й артиллерийский полк - 76-я стрелковая дивизия - 93-й стрелковый полк - 207-й стрелковый полк - 216-й стрелковый полк - 817-й артиллерийский полк - 96-я стрелковая дивизия - 1381-й стрелковый полк - 1384-й стрелковый полк - 1389-й стрелковый полк - 1059-й артиллерийский полк - 277-я стрелковая дивизия - 850-й стрелковый полк - 852-й стрелковый полк - 854-й стрелковый полк - 846-й артиллерийский полк - 293-я стрелковая дивизия - 1032-й стрелковый полк - 1034-й стрелковый полк - 1036-й стрелковый полк - 817-й артиллерийский полк - 333-я стрелковая дивизия - 1116-й стрелковый полк - 1118-й стрелковый полк - 1120-й стрелковый полк - 897-й артиллерийский полк - 3-й гвардейский кавалерийский корпус - 5-я гвардейская кавалерийская дивизия - 32-й кавалерийский полк - 34-й кавалерийский полк - 60-й кавалерийский полк - 158-й кавалерийский полк (может присутствовать вместо 32-го кавалерийского полка) - 6-я гвардейская кавалерийская дивизия - 31-й кавалерийский полк - 76-й кавалерийский полк - 92-й кавалерийский полк - 129-й кавалерийский полк - 32-я кавалерийская дивизия - 86-й кавалерийский полк - 121-й кавалерийский полк - 197-й кавалерийский полк - Приданы: - 5-я отдельная истребительная бригада (противотанковая) - 1-й отдельный истребительно-противотанковый дивизион - 21-й отдельный истребительно-противотанковый дивизион - 60-й отдельный истребительно-противотанковый дивизион - 99-й отдельный истребительно-противотанковый дивизион - 4-й танковый корпус - 45-я танковая бригада - 45-й ? танковый батальон - 250-й танковый батальон - 69-я танковая бригада - 149-й танковый батальон - 152-й танковый батальон - 102-я танковая бригада - 207-й танковый батальон - 208-й танковый батальон - 4-я мотострелковая бригада - Приданы 4-му тк: - 1-й отдельный гвардейский танковый полк - 2-й отдельный гвардейский танковый полк - 4-й отдельный гвардейский танковый полк - 1-я артиллерийская дивизия - 274-й гаубичный артиллерийский полк - 275-й гаубичный артиллерийский полк - 331-й гаубичный артиллерийский полк - 1107-й пушечный артиллерийский полк - 1166-й пушечный артиллерийский полк - 468-й истребительно-противотанковый артиллерийский полк - 501-й истребительно-противотанковый артиллерийский полк - 1189-й истребительно-противотанковый артиллерийский полк - Отдельные артиллерийские части 21-й армии: - 648-й пушечный артиллерийский полк - 1162-й пушечный артиллерийский полк - 383-й истребительно-противотанковый артиллерийский полк - 535-й истребительно-противотанковый артиллерийский полк - 764-й истребительно-противотанковый артиллерийский полк - 1180-й истребительно-противотанковый артиллерийский полк - 1184-й истребительно-противотанковый артиллерийский полк - 1250-й истребительно-противотанковый артиллерийский полк - 108-й миномётный полк - 114-й миномётный полк - 129-й миномётный полк - 152-й миномётный полк 3-го гвардейского кавалерийского корпуса - 21-й гвардейский миномётный полк - 86-й гвардейский миномётный полк - 88-й гвардейский миномётный полк - 309-й отдельный гвардейский миномётный дивизион 4-го танкового корпуса - 1-я зенитная артиллерийская дивизия - 1068-й зенитный артиллерийский полк - 1085-й зенитный артиллерийский полк - 1090-й зенитный артиллерийский полк - 1116-й зенитный артиллерийский полк - Отдельные зенитные части: - 580-й зенитный артиллерийский полк - 581-й зенитный артиллерийский полк - 878-й зенитный артиллерийский полк - 1259-й зенитный артиллерийский полк - 1263-й зенитный артиллерийский полк - 126-й отдельный зенитный артиллерийский дивизион - 205-й отдельный инженерный батальон - 540-й отдельный инженерный батальон - 17-я воздушная армия - 1-й смешанный авиационный корпус - 267-я штурмовая авиационная дивизия - 288-я истребительная авиационная дивизия - Приданы 17-й ВА: - 221-я бомбардировочная авиационная дивизия - 262-я ночная бомбардировочная авиационная дивизия - 282-я истребительная авиационная дивизия - 208-й штурмовой авиационный полк - 637-й штурмовой авиационный полк - 10-я дальнеразведывательная авиационная эскадрилья - 331-я отдельная бомбардировочная авиационная эскадрилья - Подразделения 2-й воздушной армии (Воронежский фронт) поддерживавшие Юго-Западный фронт: - 205-я истребительная авиационная дивизия - 207-я истребительная авиационная дивизия - 208-я ночная бомбардировочная авиационная дивизия - 227-я штурмовая авиационная дивизия - 50-й разведывательный авиационный полк - 324-я дальнеразведывательная авиационная эскадрилья - Части под прямым командованием Юго-западного фронта: - 303-й зенитный артиллерийский полк - 31-й отдельный зенитный артиллерийский дивизион - 139-й отдельный зенитный артиллерийский дивизион - 12-я сапёрная бригада |

### Командующие
- 25.10.1942 — 27.03.1943 — генерал-лейтенант, с 7.12.1942 генерал-полковник, с 13.2.1943 генерал армии Ватутин, Николай Фёдорович
- 27.03.1943 — 20.10.1943 — генерал-полковник, с 28.4.1943 генерал армии Малиновский, Родион Яковлевич

### Члены Военного совета
- корпусный комиссар, с 06.12.1942 генерал-лейтенант Желтов Алексей Сергеевич (25 октября 1942 — 20 октября 1943),
- бригадный комиссар, с 20.01.1943 генерал-майор интендантской службы Лайок, Владимир Макарович  (25 октября 1942 — 20 октября 1943).

### Начальники штаба
- генерал-майор Стельмах Григорий Давыдович (25 октября — 11 декабря 1942),
- генерал-майор, с 19.01.1943 генерал-лейтенант Иванов Семён Павлович (11 декабря 1942 — 30 мая 1943),
- генерал-майор, с 25.09.1943 генерал-лейтенант Корженевич Феодосий Константинович (31 мая — 20 октября 1943).

### Командующие артиллерией фронта
- генерал-лейтенант Дмитриев М. П., с октября 1942 г. по февраль 1943 г.
- генерал-лейтенант Неделин М. И., с июля 1943 г.

### Командующий БТ и МВ
- генерал-лейтенант танковых войск Волох Пётр Васильевич (июнь — 25 августа 1943).